# 萊默的歐拉函數問題
在數學上，萊默的歐拉函數問題（Lehmer's totient problem）指的是是否有合成數{\displaystyle n}，其歐拉函數{\displaystyle \varphi (n)}的值可整除{\displaystyle n-1}。這問題迄今仍未得證。
已知{\displaystyle \varphi (n)=n-1}，當且僅當{\displaystyle n}是質數，故對於任何質數{\displaystyle n}而言，有{\displaystyle \varphi (n)=n-1}，且{\displaystyle \varphi (n)}可整除{\displaystyle n-1}；而德里克·亨利·萊默猜想說，沒有任何合成數{\displaystyle n}，使得{\displaystyle \varphi (n)}整除{\displaystyle n-1}。

## 歷史
- 萊默證明了說如果有這樣的合成數{\displaystyle n}，那麼{\displaystyle n}必然是奇數、必然是無平方因子數，且必然有至少七個不同的質因數（{\displaystyle \omega (n)\geq 7}）。此外這樣的數必然是個卡邁克爾數。
- 1980年，Cohen和Hagis證明了說，若這樣的{\displaystyle n}存在，則{\displaystyle n>10^{20}}且{\displaystyle n}有至少14個不同的質因數（{\displaystyle \omega (n)\geq 14}）。[2]
- 1988年，Hagis證明了說若這樣的{\displaystyle n}存在且可被3除盡，那麼{\displaystyle n>10^{1937042}}且{\displaystyle n}有至少298848個不同的質因數（{\displaystyle \omega (n)\geq 298848}）。[3]這結果之後為Burcsi、Czirbusz和Farkas改進，他們證明了說若的{\displaystyle n}存在且可被3除盡，那麼{\displaystyle n>10^{360000000}}且{\displaystyle n}有至少40000000個不同的質因數（{\displaystyle \omega (n)\geq 40000000}）。[4]
- 一個2011年的結果顯示，這問題小於{\displaystyle X}的解的數量至多有{\displaystyle {X^{1/2}/(\log X)^{1/2+o(1)}}}個。[5]